# Абрадж аль-Бейт
Абрадж аль-Бейт (араб. أبراج البيت — «Будівлі Кааби», англ. Abraj Al Bait, Mecca Royal Hotel Clock Tower) — комплекс з семи хмарочосів, побудований у Мецці, Саудівська Аравія. Це найбільша споруда у світі за вагою, також це найвища споруда у Саудівській Аравії та третя у світі будівля після Бурдж-Халіфа і Шанхайської вежі (на початок 2020-х), перевершуючи разом з Бурдж-Халіфа у мусульманському світі вежі Петронас (Куала-Лумпур, Малайзія), які утримували титул найвищої споруди у світі в 1998—2003 роках; найвищий готель у світі; займає 3-ю сходинку у списку найбільших будівель і споруд світу (за площею приміщень)
Комплекс будівель знаходиться на невеликій відстані від найбільшої у світі мечеті та найсвятішого місця ісламу — Великої мечеті Мекки. Розробником та підрядником комплексу є Saudi Binladin Group, найбільша будівельна компанія Королівства. Це друга за ціною будівля у світі, загальна вартість будівництва якої становить 15 мільярдів доларів США, перша — Велика мечеть Мекки. Комплекс був побудований після знесення фортеці Аджяд, османської цитаделі 18 століття на вершині пагорба з видом на Велику мечеть

## Характеристика
Вежі «Абрадж аль-Бейт» є найпомітнішими будівлями у Мецці через своє місце розташування. Вони знаходяться навпроти (через вулицю) від входу до мечеті аль-Харам, у дворі якої знаходиться Кааба, головна святиня ісламу. Найвища вежа у комплексі, що є готелем, має допомогти у забезпеченні житлом близько 100 тис. прочан, з понад п'яти мільйонів, що щороку відвідують Мекку за для участі у хаджі.
Вежі «Абрадж аль-Бейт» мають чотириповерховий торговельний пасаж та гараж для паркування машин, розрахований на понад 800 автівок. У житлових вежах розташовані квартири для постійних жителів міста, а два вертолітні майданчики і конференц-центр обслуговують бізнес-туристів.
У вершини найвищої Королівської вежі встановлені велетенський годинник діаметром 43 метри (довжина годинникової стрілки становить 17 метрів, хвилинної — 22), розташовані на висоті понад 400 м над землею. Чотири їх циферблата встановлені по чотирьох сторонах світу. Годинник-велетень видно з будь-якого місця міста, і є найбільшими і найвищими годинниками у світі. За зовнішнім виглядом годинникова башта віддалено нагадує Біг-Бен у Лондоні (тільки вище в 6 разів).
Найвищий з хмарочосів — готель «Королівська годинникова вежа» має висоту 601 м. Будівництво завершилося в 2012 році.
Вежі мають назви різних персон, місць і термінів з ісламської історії.

## Вежі
| Назва вежі                            | Висота (м) | Поверхи | Завершення |
| Готель «Королівська годинникова вежа» | 601        | 120     | 2012       |
| Хаджар (Агар)                         | 260        | 48      | 2009       |
| Замзам                                | 260        | 48      | 2007       |
| Макам                                 | 250        | 45      | 2012       |
| Кібла                                 | 250        | 45      | 2011       |
| Сафа                                  | 240        | 42      | 2009       |
| Марва                                 | 240        | 42      | 2009       |

## Напівмісяць

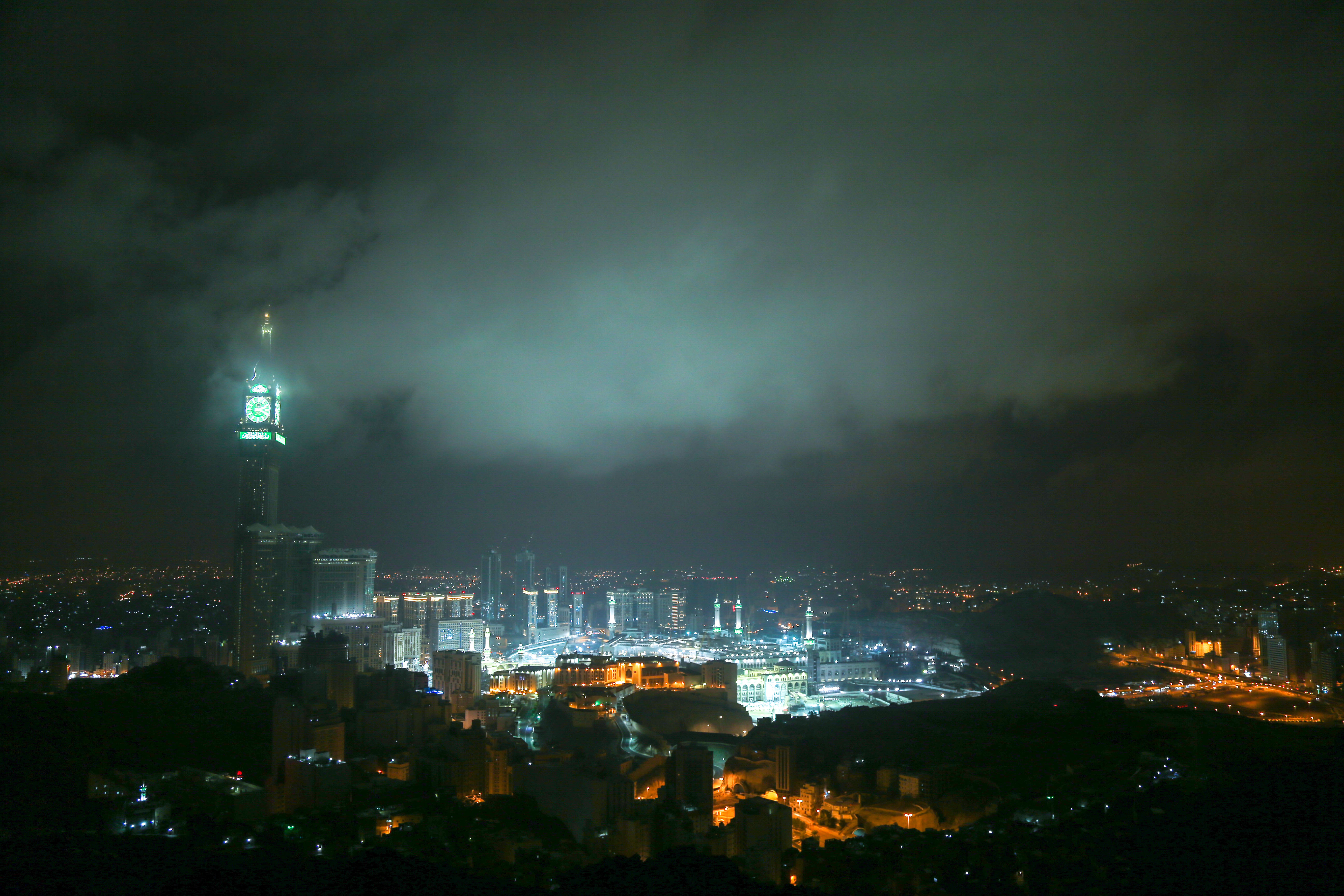

45-метровий шпиль з'єднує годинник з позолоченим напівмісяцем. На шпилі у вісім рядів встановлено 160 потужних гучномовців, здатних транслювати заклик до молитви на відстань понад 7 км. Цей звук можуть чути всі жителі Мекки. Інноваційна система підсвічування має у своєму складі 44 сигнальних прожектори, 21 000 проблискові лампи та 2 200 000 світлодіодів.
Напівмісяць — найбільший з коли-небудь побудованих. Його конструкція не містить ніяких сталевих колон або балок, що утворюють каркас. Всередині він розділений на кілька службових приміщень, серед яких невелика кімната для молінь — найвища в світі.
Вага півмісяця 107 тонн. Діаметр 23 м. Напівмісяць і його підстава покриті золотою мозаїкою на площі 1050 м².